# Колумбија (Мериленд)
Колумбија (енгл. Columbia) насељено је место без административног статуса у америчкој савезној држави Мериленд.

## Демографија
По попису из 2010. године број становника је 99.615, што је 11.361 (12,9%) становника више него 2000. године.
| Група             | 2000.          | 2010.          |
| Белци             | 56.794 (64,4%) | 51.544 (51,7%) |
| Афроамериканци    | 18.949 (21,5%) | 25.231 (25,3%) |
| Азијати           | 6.440 (7,3%)   | 11.390 (11,4%) |
| Хиспаноамериканци | 3.636 (4,1%)   | 7.884 (7,9%)   |
| Укупно            | 88.254         | 99.615         |